# Liste der Gedenkstätten für die Opfer des Großen Nordischen Krieges
Die Liste der Gedenkstätten für die Opfer des Großen Nordischen Krieges erfasst alle dauerhaften Einrichtungen zum Gedenken an die Ereignisse und die Toten des Krieges von 1700 bis 1721.

## Liste der Gedenkstätten
| Bild | Jahr der Einweihung | Bemerkung | Ort                       |
| ---- | ------------------- | --- | ------------------------- |
|      | 1986                | Gedenkstein an die Opfer des Großen Unfriedens 1714 bis 1721 | Muhos, Finnland           |
|      | 1892                | Denkmal zur Schlacht bei Gemauerthof mit lettischer und schwedischer Inschrift | Gemauerthof, Lettland     |
|      |                     | Gedenktafel für Schwedens König Karl XII. | Stralsund, Deutschland    |
|      |                     | Denkmal für die Bevölkerung von Baturyn die am 2. November 1708 von russischen Truppen vernichtet wurde | Baturyn, Ukraine          |
|      |                     | Gedenkstein auf dem Schlachtfeld Poltawas zur Erinnerung an die gefallenen schwedischen Soldaten mit der Inschrift (in Russisch und Schwedisch): „Zur ewigen Erinnerung an die tapferen schwedischen Krieger, die in der Schlacht von Poltawa am 27. Juni 1709 fielen.“ | Poltawa, Ukraine          |
|      | 1894                | Gedenkstätte für die getöteten russischen Soldaten am Ort der Schlacht von Poltawa | Poltawa, Ukraine          |
|      | 1987                | Gedenktafel für die in Liminka während des Großen Nordischen Krieges getöteten Menschen. Das Denkmal befindet sich auf dem alten Kirchfriedhof. | Liminka, Finnland         |
|      | 1809                | Siegessäule zur Schlacht bei Poltawa | Poltawa, Ukraine          |
|      | 1984                | Massengrab-Gedenkstein von der Schlacht bei Storkyro, auf dem alten Kirchenfriedhof | Isokyrö, Finnland         |
|      | 1920                | Schlacht-bei-Storkyro-Denkmal, Steintafel im Denkmal. | Isokyrö, Finnland         |
|      | 1908                | Militärisches Denkmal zum 200. Jahrestag des russischen Sieges über die Schweden in der Schlacht bei Lesnaja | Lesnaja, Weißrussland     |
|      | 1908                | Ein Denkmal über einem Massengrab russischer Soldaten zum 200. Jahrestag der Schlacht bei Lesnaja | Lesnaja, Weißrussland     |
|      | 1855                | Preußensäule: Gedenksäule an die Schlacht bei Stresow am 15. November 1715 | Groß Stresow, Deutschland |